# Alfredo de Carvalho
Alfredo de Carvalho (Recife, 27 de junho de 1870 - 1916) foi um engenheiro, folclorista, historiador e pesquisador brasileiro.

## Biografia
Filho de Thomaz Ferreira de Carvalho e Julieta Cristina de Carvalho, fez os estudos iniciais na cidade natal. Iniciou os estudos de engenharia em Hamburgo, que deixou antes da conclusão, voltando ao Recife em 1888, trabalhando na estrada de ferro de Caruaru.
Visando o término do curso, entrou para o Exército, no Ceará mas, tendo participado da Revolta da Armada, deixa a farda em 1892. Vai para os Estados Unidos da América, onde conclui o curso, em 1894.
De volta ao país, trabalha para a Estrada de Ferro Central do Brasil, transferindo-se mais tarde para o estado natal. Em 1899 muda-se para Santos, como redator de um jornal local. No ano seguinte retorna à capital pernambucana, com a morte da mãe, e ali se estabelece.
Era casado com Marieta Siqueira de Carvalho. Colaborou em diversas publicações. Como escritor adotava pseudônimos variados, tais como Robur, Aldecar e outros. Foi membro de diversas instituições culturais, como a Academia Pernambucana de Letras, o Instituto Arqueológico, Histórico e Geográfico Pernambucano, o Instituto Geográfico e Histórico da Bahia e seu congênere potiguar, da National Geographic Society e da American Anthropological Association, dentre outras.
Poliglota (dominava o alemão, inglês, holandês, francês, italiano e castelhano), realizou a tradução de várias obras.